# Зборівська центральна районна клінічна лікарня
КНП «Зборівська лікарня»Зборівської міської ради— лікувальний заклад у м. Зборові Тернопільської області України.

## Історія
Лікувальних установ на території Зборівщини до Другої світової війни не було. За свідченями очевидців, хворі в ті часи госпіталізувалися до шпиталю в м. Золочеві.
Перша лікарня на 25 ліжок у Зборові заснована наприкінці липня 1944 після витіснення з міста німецьких військ. Головним лікарем став Леон Костен, який водночас завідував райздороввідділом.
У лютому 1945 у Зборові засновані дитяча і жіноча консультації. Першим акушер-гінекологом була М. Кравцова. У 1947 Зборівська лікарня збільшується до 35 ліжок, ще через три роки — до 50 ліжок. У 1948 у Зборові утворені перші 2 лікарські дільниці.
У 1953 Зборівська лікарня переходить у нове пристосоване приміщення — колишню тюрму, в якому знаходиться донині.
У 1960-х побудовано адмінкорпус лікарні. У 1980 — терапевтичний відділ.
У 2014 році дитяче відділення Зборівської лікарні отримало статус «Лікарня, доброзичлива до дитини».

## Персонал

### Головні лікарі
- Леон Костен — 1944—?,
- А. Сорока — роки невідомі,
- Н. Боженко — роки невідомі,
- П. Мананнікова — роки невідомі,
- Ф. Ткачук — 1947—1956,
- Іван Гетьман — 1956—1960,
- Станіслав Сташевський — 1961—1967[2]
- О. Мудрієвський — 1967—1980,
- В. Джердж — 1980—1983,
- Є. Шевчук — 1983—2014
- Богдан Йосипович Зембра -2014-2024
- Віталій Васильович Лебедь -2024-сьогодні

### Лікарі

#### Працювали
Серед перших лікарів (у 1940-х) Зборівської лікарні були терапевт К. Ліберман, венеролог Л. Патроницький, хірург Ф. Ткачук, стоматолог М. Тимофеєва, зубний лікар М. Максименко, санітарний лікар П. Федишин.
- Олександр Темченко — в 1979—1982[3]

### Медсестри
Горохівська Наталя Мирославівна